# Nemesia arenifera
Nemesia arenifera är en flenörtsväxtart som beskrevs av Bester och H.M.Steyn. Nemesia arenifera ingår i släktet nemesior, och familjen flenörtsväxter. Inga underarter finns listade i Catalogue of Life.